# Белло, Уолден
Уо́лден Бе́лло (англ. Walden Bello, р. 1945) — филиппинский учёный-марксист, социолог и политолог, один из идеологов альтерглобализма и исследователь зависимого развития.

## Биография
Родился в Маниле. Его родители оплатили ему учёбу в иезуитском Университете Атенео-де-Манила. Продолжил изучать социологию в Принстонском университете, где стал политическим активистом и принимал участие в антивоенном движении (в частности, в оккупации Центра Вудро Вильсона); под впечатлением от конфронтации с американской полицией его политические взгляды радикализовались. Для своих аспирантских исследований он отправился в Чили, где наблюдал за социалистическим экспериментом Сальвадора Альенде.
Когда Уолден Белло вернулся в США на защиту диссертации, к власти на Филиппинах в 1972 году пришёл Фердинанд Маркос, установивший авторитарный режим. С этого времени Белло, которому запретили въезд в его родную страну, становится центральной фигурой в борьбе за демократию на Филиппинах. Он вступает в маоистскую Коммунистическую партию Филиппин.
Получив степень PhD в области социологии в Принстоне (1975), он преподаёт в Университете Калифорнии в Беркли. В 1978 году был арестован за организацию ненасильственного захвата филиппинского консульства в Сан-Франциско, призванного привлечь внимание международной общественности к ситуации на Филиппинах. Объявил голодовку и под давлением начавшейся общественной кампании в его поддержку был отпущен через месяц заключения. В начале 1980-х годов он, проникнув в штаб-квартиру Всемирного банка, раздобыл 3000 страниц конфиденциальных документов о связях режима Маркоса с глобальными финансовыми институциями. Публикация им книги Development Debacle: the World Bank in the Philippines способствовала разворачиванию движения, которое в конечном итоге свергло Маркоса в ходе Жёлтой революции 1986 года.
После падения режима Маркоса смог вернуться на родину два года спустя. Он отошёл от маоистов из-за подозрений в их причастности к убийствам гражданских лиц и вступил в Партию гражданского действия Акбайян, стоящую на принципах демократического социализма. Избирался от неё в парламент Филиппин в 2010 году, но сложил депутатский мандат в марте 2015 года из-за конфликтов с президентом страны Бенигно Акино III и несогласия с его политическим курсом. Ныне работает над коалицией левых сил, чтобы противостоять режиму президента Родриго Дутерте, который считает фашистским.
Работает в НКО, изучает деятельность МВФ и ВТО. Подвергает жёсткой критике современные способы глобализации, участвует в контрсаммитах, дискуссиях и протестах (в их числе — против саммита G8 в 2001 году, конференций ВТО в 1999, 2003 и 2005 годах), пишет книги и преподаёт. В 1995 году выступил соучредителем исследовательского института «Фокус на глобальном юге» в Бангкоке. Он входит в совет директоров Международного форума проблем глобализации и Центра экономических и политических исследований, а также входит в местное отделение «Гринпис».
Лауреат Премии «За правильный образ жизни» (2003). Журнал Socialist Worker назвал его «одним из самых внятных и плодотворных голосов международного левого движения», «посвятившим большую часть жизни борьбе с империализмом и корпоративной глобализацией».